# After War Gundam X
After War Gundam X (機動新世紀ガンダムX Kidō Shin Seiki Gandamu Ekkusu?, lit. Nueva Era Móvil Gundam X) es una serie animada japonesa de 1996 perteneciente a Gundam, la legendaria franquicia mecha de los estudios Sunrise. La serie contó con 39 episodios y fue transmitida originalmente en Japón a través de la compañía televisiva TV Asahi desde su estreno el 5 de abril de 1996 hasta su final el 28 de diciembre de 1996. La serie está ambientada en una línea de tiempo alternativa conocida como After War (A.W.; アフターウォー o 戦後 Sengo?). La serie fue dirigida por el veterano de Sunrise Shinji Takamatsu (Mobile Suit SD Gundam, The Brave of Gold Goldran, School Rumble) y escrita por Hiroyuki Kawasaki.

## Sinopsis
Artículo Principal: Personajes de After War Gundam X 

Véase también: Máquinas de After War Gundam X
En el pasado, un grupo de rebeldes habitantes de una colonia espacial le declararon su independencia a la Nación Unida de la Tierra. Este hecho dio origen a la Séptima Guerra Espacial, una guerra devastadora entre la Tierra y sus colonias en el espacio. La NUT respondió al ataque de los rebeldes de las colonias usando su mejor arma: los Mobile Suits tipo Gundam. Sin embargo, los rebeldes de las colonias respondieron al ataque dejando caer cientos de colonias espaciales en el planeta Tierra, sumergiendo al planeta en un invierno nuclear que se extendió por siete años. Aunque la NUT fue vencida, los rebeldes no pudieron invadir la Tierra debido al invierno nuclear provocado por la caída de las colonias.
Las condiciones climáticas de la tierra volvieron a hacerse estables quince años después de esta guerra. El año es el 0015 de la era After War. La gente que logró sobrevivir a la guerra intenta vivir entre las ruinas de su civilización. Buitres, carroñeros de material de guerra y ciudades en ruinas, vagan por la devastada Tierra. La NUT ha logrado resurgir de sus cenizas para restaurar el orden en el planeta Tierra. En el espacio, los rebeldes de las colonias han estado reorganizando y modernizando su ejército. Ambos bandos han estado tramando una estrategia para recuperar la gloria perdida, y piensan usar Newtypes (humanos mejorados) como arma para vencer. Accidentalmente, un joven llamado Garrod Ran descubre un viejo mobile suit de la NUT: el Gundam X. Eventualmente Garrod se une a la tripulación de la nave Freeden y utiliza al Gundam X para ayudarlos en su lucha para evitar que la NUT y los rebeldes desaten otra nueva oleada de autodestrucción.

## Medios de Difusión

### Manga
After War Gundam X recibió una adaptación en manga que fue publicada a través de la revista Comic Bom Bom. Fue escrito por Koichi Tokita y estuvo en publicación entre abril de 1996 y marzo de 1997, finalizando tres meses después de que finalizara el anime.

#### One-shot
After War Gundam X: Newtype Warrior Jamil Neate (Kidou Shin Seiki Gundam X Gaiden : Newtype Senshi Jamil Neate, 機動新世紀ガンダムX外伝 ニュータイプ戦士ジャミル・ニート), es un manga de un solo volumen que funge como una precuela para el anime de After War Gundam X. Este manga fue publicado dentro del tercer volumen Tankōbon del manga de After War Gundam X. Está dividido en dos partes y trata acerca de la vida de Jamil Neate cuando este era piloto de las Naciones Unidas de la Tierra durante la Séptima Guerra Espacial.

### Secuela
After War Gundam X: Under The Moonlight, conocida también como New Mobile Century Gundam X: Under the Moonlight, es una secuela del manga After War Gundam X (adaptación del anime) y fue publicada en 2004. El manga está ambientado siete años después de la serie animada finalizó y contó con 4 volúmenes. Under the Moonlight contó con un nuevo grupo de personajes, pero los robots y las naves no fueron modificados. La serie se enfoca en Rick Aller, en un piloto Newtype de la Séptima Guerra espacial Kai, y en una misteriosa organización que ha revivido a D.O.M.E.(uno de los personajes) después de su destrucción al final de la serie animada After War Gundam X.
Esta secuela fue escrita por Chitose Oojima, con ilustraciones de Yutaka Akatsu con asistencia de Takyuki Yanase. En un principio se pensó publicarla como una historia corta en la revista Gundam Ace, pero su popularidad fue tan grande que decidieron expandirla en un manga de cuatro volúmenes y fue publicada por Kadokawa Shoten.
| Volumen | ISBN               |
| ------- | ------------------ |
| 1       | ISBN 4-04-713712-X |
| 2       | ISBN 4-04-713764-2 |
| 3       | ISBN 4-04-713785-5 |
| 4       | ISBN 4-04-713870-3 |

## Música
Temas de Apertura
- Dreams por Romantic Mode (episodios 1 al 26).
- Resolution por Romantic Mode (episodios 27 al 39).

Temas de Clausura
- Human Touch por Warren Wiebe (episodios 1 al 13,39).
- Human Touch - Japanese Version por Re-Kiss (episodios 14 al 26).
- Gin-Iro Horizon (銀色Horizon; Silver Horizon) por Satomi Nakase (episodios 27 al 38).

## Producción y Recepción
After War Gundam X fue la tercera serie de TV de la franquicia Gundam (después de G Gundam y Gundam Wing) en estar ambientada en una línea de tiempo distinta a la original de la franquicia.
En principio, el equipo producción había planeado la serie con 49 episodios, sin embargo, estos fueron reducidos a 39 debido a los bajos niveles de audiencia que esta experimentó. Más tarde, en la región de Kanto, TV Asahi (El transmisor y coproductor de la serie) cambió su horario a partir del episodio 27, moviéndola de los viernes a las 5:00 PM a los sábados a las 6:00 AM, lo que generó niveles de audiencia aún más bajos.
La serie cayó en desgracia con los aficionados, pues su argumento tenía un enfoque diferente, desarrollándose más en el planeta Tierra que en el espacio exterior. Los cambios de horario y los bajos niveles de audiencia motivaron a la producción del programa a abandonar la serie. Sin embargo, el equipo no quiso que la serie terminara de forma abrupta y comprimieron los episodios restantes para completarla.
A pesar de lo anterior After War Gundam X desarrolló un seguimiento de culto que desde entonces ha acrecentado su popularidad. Esto resultó en una secuela en formato de manga titulada After War Gundam X: Under the Moonlight.
| Equipo de Producción Completo | Equipo de Producción Completo                                                                        |
| ----------------------------- | --- |
| Concepto Original             | Yoshiyuki Tomino Hajime Yatate                                                                       |
| Productores                   | Atsushi Kaji (TV Asahi) Hideyuki Tomioka (Sunrise) Junichi Kimura (TV Asahi) Taro Iwamoto (TV Asahi) |
| Estudio                       | Sunrise                                                                                              |
| Director                      | Shinji Takamatsu                                                                                     |
| Escritor/Guión                | Hiroyuki Kawasaki                                                                                    |
| Diseño de Personajes          | Nobuyoshi Nishimura                                                                                  |
| Diseño de Vestuario           | |
| Diseño de Robots y Máquinas   | Junya Ishigaki Kunio Okawara                                                                         |
| Director Artístico            | |
| Fotografía                    | Yuichi Oogami (Asahi Prodution)                                                                      |
| Música                        | Yasuo Higuchi                                                                                        |
| Director de Sonido            | |
| Empresas Asociadas            | |

## Datos de Interés
- El título de cada episodio es una frase mencionada por los personajes en sus diálogos.

- El duelo entre el Gundam X & el Febral durante la Séptima Guerra Espacial es muy parecido al duelo entre el Gundam & el Zeong en el episodio final de Mobile Suit Gundam (1979).